# Strongylose
Une strongylose est une maladie parasitaire due à la présence d'un nématode de l'ordre des Strongylida.

## Ovins
Les parasites les plus courants dans le système digestif appartiennent aux genres Teladorsagia, Haemonchus, Trichostrongylus. Dans le système pulmonaire il s'agit de Dictyocaulus et Protostrongyloses.